# Damon et Pythias
Pour les articles homonymes, voir Damon et Pythias.
Damon et Pythias, pythagoriciens, célèbres par leur amitié, vivaient à Syracuse, 400 ans av. J.-C., sous Denys l'Ancien. Pythias, condamné à mort par le tyran, obtint la permission d'aller dans sa patrie pour mettre ordre à ses affaires, et Damon se rendit caution de son retour. À l'approche de l'heure marquée, Pythias ne paraissant pas, on allait conduire Damon au supplice ; mais Pythias revint à temps, et un combat de générosité s'éleva entre les deux amis pour savoir lequel devait mourir. Denys fut si touché de ce trait de fidélité qu'il laissa à Pythias la vie sauve et leur demanda à tous deux qu’ils l'admettent en tiers dans leur amitié.
Cet épisode est rapporté dans le livre 4, chapitre 7, de Valère Maxime (avec le nom Phintias au lieu de Pythias). 

## Postérité
Damon et Pythias inspirent régulièrement les écrivains. Au XVIIe siècle, l'auteur et philosophe français Fénelon transcrit cet épisode légendaire, tel qu'il l'imagine, dans ses Dialogues des morts. Au XIXe siècle, Alexandre Dumas, dans son roman La Dame de Monsoreau, Damon et Pythias (orthographiés "Damon et Pythéas") sont le symbole de l'amitié indéfectible.
Vers la fin du XVIIIe siècle, le poète allemand Friedrich Schiller compose une ballade, L'Otage (Die Bürgschaft), publiée en 1799, où il met en scène une intrigue similaire entre deux personnages nommés Moerus et Selinuntius.
Au XXe siècle, l'auteur japonais Osamu Dazai s'inspire de la ballade de Schiller pour sa nouvelle Cours, Melos ! (Hashire Merosu !) publiée en 1940, qui devient un classique scolaire. Dans la nouvelle, les deux amis sont appelés Melos et Selinuntius.
Le film d'animation Sinbad : La Légende des sept mers sorti en 2003 reprend, précisément située à Syracuse, l'intrigue de Damon et Pythias en la transposant aux personnages de Sinbad et son ami Proteus.

### Sources antiques
- Cicéron, De officiis,  3, 10.